# Betriebskosten (Immobilien)
Betriebskosten sind in der Immobilienwirtschaft nach der Legaldefinition des § 556 Abs. 1 BGB die Kosten, die dem Eigentümer oder Erbbauberechtigten durch das Eigentum oder das Erbbaurecht am Grundstück oder grundstücksgleichen Recht oder durch den bestimmungsmäßigen Gebrauch des Gebäudes, der Nebengebäude, Anlagen, Einrichtungen und des Grundstücks laufend entstehen.

## Allgemeines
Sie sind vom Eigentümer zu tragen und stellen eine Teilmenge der Bewirtschaftungskosten einer Immobilie dar. Das gilt grundsätzlich auch, wenn eine Immobilie vermietet worden ist. Allerdings wird meist im Mietvertrag vereinbart, dass der Mieter dem Vermieter die Betriebskosten zu erstatten hat. § 556 Abs. 2 Satz 1 BGB sieht die Möglichkeit vor, hierzu entweder Vorauszahlungen mit späterer Abrechnung zu vereinbaren oder eine angemessene Pauschale vorzusehen, mit der die Betriebskosten insgesamt abgegolten sind.

## Begriff der Betriebskosten
Nach der gesetzlichen Definition in § 1 Betriebskostenverordnung (BetrKV) sind Betriebskosten die Kosten, die dem Eigentümer oder Erbbauberechtigten durch das Eigentum oder Erbbaurecht am Grundstück oder durch den bestimmungsmäßigen Gebrauch des Gebäudes, der Nebengebäude, Anlagen, Einrichtungen und des Grundstücks laufend entstehen. Damit ist zunächst festgelegt, dass Betriebskosten nur diejenigen Kosten sind, die (1) gerade durch das Eigentum (oder das Erbbaurecht) an einer Immobilie (2) laufend entstehen. Explizit ausgeschlossen sind Verwaltungskosten sowie Instandhaltungs- und Instandsetzungskosten.
Der § 2 BetrKV listet die allgemeinen Betriebskostenarten enumerativ demonstrativ (also nicht abschließend, nicht unbedingt vollständig) auf, nämlich
- die laufenden öffentlichen Lasten des Grundstücks (dazu gehört namentlich die Grundsteuer),
- die Kosten der Wasserversorgung,
- der Entwässerung,
- der Heizung,
- der zentralen Warmwasserversorgungsanlage,
- des Betriebs der Aufzüge,
- der Straßenreinigung und Müllbeseitigung,
- der Gebäudereinigung und Ungezieferbekämpfung,
- der Gartenpflege,
- der Beleuchtung in gemeinschaftlich genutzten Räumen,
- der Schornsteinreinigung,
- der Sach- und Haftpflichtversicherung,
- für den Betrieb der Gemeinschaftsantenne oder des TV-Kabelanschlusses / Glasfaserbereitstellungsentgelt
- des Betriebs der Einrichtungen für die Wäschepflege (Gemeinschaftswaschküche) sowie
- sonstige Betriebskosten.

Eine wichtige und in der Praxis häufig umstrittene Abgrenzung betrifft die Unterscheidung von umlegbaren (= umlagefähigen) Betriebskosten und nicht umlegbaren Instandhaltungs- oder Instandsetzungskosten. Letztere sind grundsätzlich in der Miete enthalten und können deshalb schon nicht auf den Mieter umgelegt werden, weil es begrifflich keine Betriebskosten sind. Kosten für Wartung und Inspektion sind aber umlegbar. Voraussetzung ist, dass es laufende Aufwendungen sind (z. B. Wartung der Aufzugsanlage). Eine Ausnahme bilden Kleinreparaturklauseln, mit denen die Kosten für Instandsetzungen und Entstörungen bis zu einem im Mietvertrag bestimmten Betrag direkt auf den Mieter abgewälzt werden.
In älteren Mietverträgen ist oft noch der Verweis auf § 27 in Verbindung mit Anlage 3 II. BV enthalten. In diesem Fall ist durch Auslegung zu ermitteln, ob hier weiterhin diese alten Bestimmungen Anwendung finden oder ob hier die Betriebskostenverordnung von 2003 heranzuziehen wäre. Die Frage ist von Bedeutung, weil sich der Katalog der umlagefähigen Betriebskostenarten bei der Betriebskostenverordnung gegenüber der II. Berechnungsverordnung um vier Punkte erweitert hat.

### Kosten der Gemeinschaftsantenne oder des TV-Kabelanschlusses
Mit der Änderung des Telekommunikationsgesetzes zum 1. Dezember 2021 kam auch die der Neuregelungen zur Umlagefähigkeit von Betriebskosten für die gebäudeinterne Netzinfrastruktur zum Tragen. Bislang war es Vermietern durch die Betriebskostenverordnung (§ 2 Nr. 15) ermöglicht, die Kosten für die Bereitstellung und den Betrieb der gebäudeinternen Breitband-Netzinfrastruktur sowie für die TV-Versorgung über die Nebenkosten auf die Mieter umzulegen. Diese Praxis, bekannt als das Nebenkostenprivileg, wird durch das TKG grundlegend überarbeitet und die Umlagefähigkeit der Kosten für die Gemeinschaftsantenne oder des TV-Kabelanschlusses entfallen nach einer Übergangsfrist bis zum 30. Juni 2024 gänzlich. Hintergrund dieser Änderung sind unter anderem europäische Vorgaben, die eine übermäßige Bindung von Verbrauchern an bestimmte Dienstleistungen verhindern wollen.
Gleichzeitig wird mit der Betriebskostenverordnung (§ 2 Nr. 15c) die Umlagefähigkeit von Glasfaserbereitstellungsentgelten eingeführt. Dieses Entgelt ist jedoch zeitlich befristet und beträgt maximal 5,00 Euro brutto pro Monat bzw. 60,00 Euro im Jahr (§ 72 Abs. 2 TKG). Ein wesentlicher Unterschied zum bisherigen Nebenkostenprivileg ist, dass die Kosten für TV-Dienste nicht mehr umlagefähig sind. Mieter müssen ab dem Inkrafttreten des Gesetzes individuelle Verträge für TV-Dienste abschließen, wobei sie eine Auswahl zwischen verschiedenen Anbietern und Technologien haben.

## Betriebskostenvereinbarung
Die Umlage von Betriebskosten auf den Mieter setzt eine wirksame vertragliche Vereinbarung zwischen Vermieter und Mieter voraus (§ 556 Abs. 1 S. 1 BGB). Die Vereinbarung muss hinreichend bestimmt sein; das heißt, es genügt nicht, wenn die Parteien sich darauf einigen, der Mieter trage „die (üblichen) Nebenkosten der Wohnung“. Die zu tragenden Kostenarten müssen im Einzelnen aufgeführt sein. Die Rechtsprechung lässt dabei den Verweis auf die Anlage zu § 27 II. BV bzw. auf den Katalog in § 2 BetrkV genügen, auch wenn er dem Vertrag nicht beigefügt ist. Das Erfordernis der ausdrücklichen Vereinbarung der Kostenarten gilt insbesondere für den Posten der „sonstigen Betriebskosten“ (§ 2 Ziff. 17 BetrKV), die nicht als Auffangtatbestand für alle denkbaren Kostenarten zu verstehen sind, die in den Ziff. 1 bis 16 nicht enthalten sind. Vielmehr müssen insoweit umzulegende Kosten ausdrücklich im Vertrag aufgeführt sein, weil sonst das Bestimmtheitsgebot unterlaufen würde. Auch diese Kosten müssen regelmäßig anfallen.
Die Vereinbarung eines Umlageschlüssels ist nicht erforderlich. Fehlt er im Vertrag, so hat bei Wohnungen die Umlage der Kosten entsprechend § 556a Abs. 1 S. 1 BGB nach der Wohnfläche zu erfolgen, also nach dem Anteil der Wohnfläche der Wohnungen der gesamten Wohnfläche der Liegenschaft. Haben die Parteien einen anderen Umlageschlüssel vereinbart, so gilt grundsätzlich dieser. Etwas anderes gilt aber, wenn Geräte zur Verbrauchsmessung (z. B. Wasseruhren) vorhanden sind. In diesem Fall muss verbrauchsabhängig abgerechnet werden, unabhängig von der vertraglichen Vereinbarung.
Eine nachträgliche Änderung des Umlageschlüssels ist – außer im Sonderfall des § 556a Abs. 2 BGB – nur mit Zustimmung des Mieters möglich; das früher angenommene einseitige Bestimmungsrecht des Vermieters (§ 315 BGB) besteht für Verträge, die nach dem 1. September 2001 geschlossen wurden, nicht mehr. Bei Mietverträgen, die früher geschlossen worden waren, konnte der Vermieter, wenn vertraglich nichts vereinbart wurde, den Verteilerschlüssel in der ersten Abrechnung nach billigem Ermessen festlegen. Eine Änderung des Umlageschlüssels kann nur für einen neuen Abrechnungszeitraum erfolgen und nicht für den laufenden. Der Mieter kann die Änderung dementsprechend nur mit Wirkung für die Zukunft verlangen.
Die Vereinbarung kann entweder Vorauszahlungen in Form von Abschlagzahlungen vorsehen, die der Mieter zusätzlich zur sogenannten Kaltmiete (das ist die Miete für die Wohnung ohne Ansehung der Nebenkosten) während der Abrechnungsperiode zu leisten hat und über die später vom Vermieter abzurechnen ist; oder es ist eine Betriebskostenpauschale zu zahlen – dann entfällt die Abrechnung. Sowohl Pauschalen als auch Vorauszahlungen dürfen nur in angemessener Höhe vereinbart werden. Beide sind anzupassen, wenn sich die Kosten ändern (§ 560 BGB). Bei Pauschalen ist dies nur möglich, wenn die Anpassung im Mietvertrag vereinbart ist (§ 560 Abs. 1 BGB), Vorauszahlungen dürfen nur nach einer Abrechnung angepasst werden (§ 560 Abs. 4 BGB). Angemessen bedeutet nach der Rechtsprechung des Bundesgerichtshofes, dass sich die Vorauszahlungen grundsätzlich exakt nach den Betriebskosten der letzten Abrechnung richten. Sind im letzten Jahr insgesamt Betriebskosten von 1.200 € angefallen, kann die Vorauszahlung bis zu einem Betrag von 100 € pro Monat angepasst werden. Davon kann nur im Einzelfall abgewichen werden, wenn im Folgejahr schon bestimmte Umstände die Kosten voraussichtlich beeinflussen werden.
Liegt keine Betriebskostenvereinbarung vor, so sind die Betriebskosten in der Miete enthalten (sog. Bruttomiete).

## Betriebskostenabrechnung
Über Betriebskosten ist jährlich abzurechnen, wenn Vorauszahlungen vereinbart worden sind. Die Einzelheiten hierzu sind seit der Mietrechtsreform 2001 in § 556 Abs. 3 BGB geregelt.
Die Betriebskostenabrechnung muss nach der Rechtsprechung mindestens folgende Angaben enthalten:
- eine Zusammenstellung der Gesamtkosten für die ganze Liegenschaft, über die abgerechnet werden soll;
- die Angabe und Erläuterung der zugrundegelegten Verteilerschlüssel;
- die Berechnung des Anteils, der auf die vermietete Wohnung jeweils entfällt und den der Mieter tragen soll (für jede Betriebskostenart);
- den Abzug der Vorauszahlungen des Mieters.

Eine Abrechnung, die diese Anforderungen nicht erfüllt, ist bereits formell unwirksam und wird deshalb nicht fällig. Dies kann im schlimmsten Fall dazu führen, dass spätere Forderungen nicht mehr möglich sind. Mit Entscheidung vom 28. April 2008 hat der BGH entschieden, dass Abweichungen in Flächenangaben nicht zwingend zu einer formell fehlerhaften Betriebskostenabrechnung führen.
Die Abrechnung muss prüffähig sein, das heißt, sie muss aus sich heraus verständlich und nachrechenbar sein, indem sie die geordnete Zusammenstellung der Einnahmen und Ausgaben enthält (§ 259 BGB). Die Kosten müssen so bestimmt bezeichnet sein, dass sie bei einer Prüfung der Belege (s. u.) leicht zuzuordnen sind. Bei einem Gebäude mit mehreren Wohneinheiten sind bei der Abrechnung einer Wohneinheit für eine formelle Wirksamkeit folgende Angaben notwendig:
- Eine Zusammenstellung der Gesamtkosten des Gebäudes
- Die Angabe und Erläuterung der zugrunde gelegten Verteilerschlüssel. Dabei ist eine Erläuterung des angewandten Verteilungsmaßstabs (Umlageschlüssel) nur dann geboten, wenn dies zum Verständnis der Abrechnung erforderlich ist.
- Die Berechnung des Anteils des Mieters
- Der Abzug der geleisteten Vorauszahlungen

Die Abrechnung muss sich auf einen bestimmten Abrechnungszeitraum, welcher höchstens ein Jahr umfasst, beziehen. Hierbei ist der Vermieter nicht an das Kalenderjahr gebunden. Sie muss bei Wohnungen spätestens ein Jahr nach dem Ende der Abrechnungsperiode vorliegen. Sonst kann der Vermieter keine Nachzahlungen mehr geltend machen (§ 556 Abs. 3 S. 2, 3 BGB). Die Frist wird durch Vorlage einer formell wirksamen Abrechnung gewahrt, das heißt die Abrechnung kann inhaltliche (materielle) Fehler enthalten; diese kann der Vermieter auch nach Ablauf der Jahresfrist noch berichtigen. Der Mieter kann hingegen auch nach Ablauf der Jahresfrist noch überzahlte Betriebskostenvorauszahlungen zurückfordern. Er muss jedoch Einwendungen gegen eine Abrechnung, die der Vermieter vorgelegt hat, grundsätzlich innerhalb einer Jahresfrist ab Erhalt, das heißt Zugang, der Abrechnung erheben (§ 556 Abs. 3 S. 5 BGB).
Der Vermieter muss dem Mieter innerhalb von zwölf Monaten nach Ende des Abrechnungszeitraums eine Betriebskostenabrechnung zustellen. Tut er dies nicht, kann der Mieter von seinem Zurückbehaltungsrecht Gebrauch machen, indem er weitere Nebenkostenvorauszahlungen aussetzt, bis der Vermieter seiner Pflicht nachgekommen ist.
Leerstehende Wohnungen müssen in die Umlage mit einbezogen werden. Kosten, die auf leerstehende Einheiten entfallen, trägt der Eigentümer.
Bei der Abrechnung über Betriebskosten ist das Wirtschaftlichkeitsgebot zu beachten (§ 556 Abs. 3 S. 1 BGB). Unwirtschaftliche Kosten sind nicht umlagefähig. Sie werden um den Umfang, in dem sie sich als unwirtschaftlich erweisen, von der Abrechnung abgesetzt.
Für die Umlage von Heizkosten und Warmwasser gilt im Übrigen die Heizkostenverordnung.

## Prüfung der Betriebskostenabrechnung
Der Mieter hat das Recht, die der Abrechnung zugrundeliegenden Belege beim Vermieter einzusehen, um sich von der inhaltlichen Richtigkeit der Abrechnung zu überzeugen. Der Vermieter ist verpflichtet, für die Einsichtnahme ausreichend Zeit einzuräumen. Der Mieter muss sich – entgegen der bisherigen herrschenden Auffassung in Schrifttum und Rechtsprechung – grundsätzlich zur Einsichtnahme zu dem Vermieter begeben, er kann nur ausnahmsweise nach Treu und Glauben Übersendung der Belege in Form von Kopien verlangen. Dessen ungeachtet empfiehlt das Schrifttum dem Vermieter ganz überwiegend, auch weiterhin auf Anforderung Belegkopien an den Mieter zu versenden. Spätestens im Prozess muss der Vermieter die Belege – in Form von Kopien – gem. § 131, § 133 ZPO zu den Akten einreichen.

## Besonderheiten bei vermieteten Eigentumswohnungen
Bei vermieteten Eigentumswohnungen ist zu beachten, dass die Hausverwaltung die Abrechnung für die Eigentümergemeinschaft nach anderen Grundsätzen erstellen kann. Im Wohnungseigentumsrecht gilt nämlich das sogenannte Abflussprinzip, wonach Kosten in dem Jahr in die Abrechnung des Hausgeldes einzustellen sind, in dem sie verausgabt worden waren. Im Mietrecht kann neben dem Abflussprinzip auch das sogenannte Leistungsprinzip angewendet werden. Hier sind die Betriebskosten in derjenigen Abrechnungsperiode geltend zu machen, in der die betreffenden Leistungen erbracht worden sind. Dies kann im Zweifel dazu führen, dass die Abrechnung des Verwalters der Betriebskostenabrechnung der vermieteten Eigentumswohnung nicht zugrunde gelegt werden kann.
Die Vergütung für den Verwalter ist bei Mietverträgen über Wohnraum nicht zulässig, ist aber für Eigentumswohnungen insbesondere zu beachten.
Wichtig ist, dass nur nach der BetrKV umlagefähige Kosten der Immobilie auf den Mieter umgelegt werden können. Das kann z. B. bei Hausmeisterkosten fraglich sein, wenn diese in der Hausgeldabrechnung der WEG auch Kosten des Hauswarts für Instandhaltung/Instandsetzung enthalten. Solche Kostenanteile sind nach BetrKV nicht umlagefähig.
Problematisch ist auch eine mögliche Abweichung des Abrechnungsmaßstabes. Während in der WEG größtenteils der Miteigentumsanteil gilt, aber auch nach Flächenanteilen abgerechnet werden kann, werden in Mietverträgen häufig die Wohnflächenanteile zugrunde gelegt (entsprechend dem gesetzlichen Grundsatz, § 556a Abs. 1 BGB). Hier ist auf Deckungsgleichheit im Mietvertrag zu achten (Vereinbarung gem. § 556 a Abs. 1 BGB). Dementsprechend ist bei Beschlüssen in der WEG zur Änderung der Betriebskosten gem. § 16 Abs. 3 WEG auf die Belange vermietender Eigentümer Rücksicht zu nehmen.

## Betriebskostenspiegel
Mit dem Recht zur Einsichtnahme in die Originalbelege nach Vorlage einer Abrechnung besteht für Mieter eine wichtige Überprüfungsmöglichkeit. Der Deutsche Mieterbund und seine Landesverbände stellen außerdem bundes- und landesweite Betriebskostenspiegel für Wohnungen zur Verfügung, die auch Vermietern im Rahmen des Wirtschaftlichkeitsgebotes als Leitfaden dienen können.
Die Betriebskostenspiegel geben einen Überblick über die in einem bestimmten Zeitraum von den Vermietern tatsächlich abgerechneten Betriebskosten, umgerechnet pro Quadratmeter Wohnfläche und Monat. Sie werden auf empirischer Grundlage aus der Beratungspraxis der Mietervereine im Deutschen Mieterbund erstellt und jährlich fortgeschrieben. Anhand eines Betriebskostenspiegels kann deshalb das allgemeine Kostenniveau einer Abrechnung überprüft werden, um auffällige „Ausreißerwerte“ aufzuspüren, bei denen es sich lohnt, eine eingehendere Prüfung vorzunehmen. Der Schluss von einem statistisch ausgewiesenen Wert in einem Betriebskostenspiegel auf die tatsächlich zu erwartenden Kosten ist aber nur bedingt möglich, weil die Besonderheiten des konkreten Objekts in einer statistischen Auswertung natürlich nicht zum Tragen kommen können. Es ist immer eine Prüfung im Einzelfall vorzunehmen. Die Wirtschaftlichkeit ist nicht schon dadurch verletzt, dass die Werte in einer Betriebskostenabrechnung von den Durchschnittswerten in einem Betriebskostenspiegel abweichen.
Hiervon zu unterscheiden sind Betriebskostenspiegel, die teilweise von den Gemeinden aufgestellt werden und die Betriebskosten für Bauwerke bestimmten Alters oder bestimmter Ausstattung im Stadtgebiet ausweisen. Diese können – ähnlich Mietspiegeln – repräsentative Aussagen ermöglichen.